# عمور بنالي
 عمور بنالي (1970 الجزائر) هو لاعب كرة قدم جزائري.

## روابط خارجية
- عمور بنالي على موقع قاعدة بيانات كرة القدم.إي يو (الإنجليزية)
- عمور بنالي على موقع ناشيونال فوتبول تيمز (الإنجليزية)